# Apple TV
Apple TV – odtwarzacz multimedialny wyprodukowany przez Apple. Jest to sieciowy odbiornik tzn. dekoder umożliwiający odtwarzanie mediów za pomocą kabla HDMI i odtwarzanie na telewizorze treści cyfrowych w jakości 4K HDR (dzisiejsza norma w telewizorach)  pobieranych z OS X lub Windows z zainstalowaną aplikacją iTunes.

## Parametry techniczne
Apple TV pierwszej generacji potrafi wyświetlić obraz w rozdzielczości HDTV, wyposażony jest w bezprzewodową sieć 802.11n, 40/160 GB HDD, 256 MB pamięci RAM, kartę graficzą nVidia GeForce Go 7300 (64 MB RAM), oraz kartę sieciową 10/100 Mb.

## Oprogramowanie
W wersji oprogramowania 3.0 wprowadzono:
- nowy interfejs
- obsługę iTunes Extras (dodatki do filmów w postaci np. wywiadów, zapowiedzi, zdjęć itp.)
- obsługę iTunes LP (okładki płyty, zdjęcia zespołów, teksty piosenek, ekskluzywne wywiady)
- odtwarzanie list Genius Mixes
- przeglądanie zdjęć z iPhoto z podziałem na wydarzenia oraz “twarze”
- słuchanie radia internetowego

## Złącza i obudowa

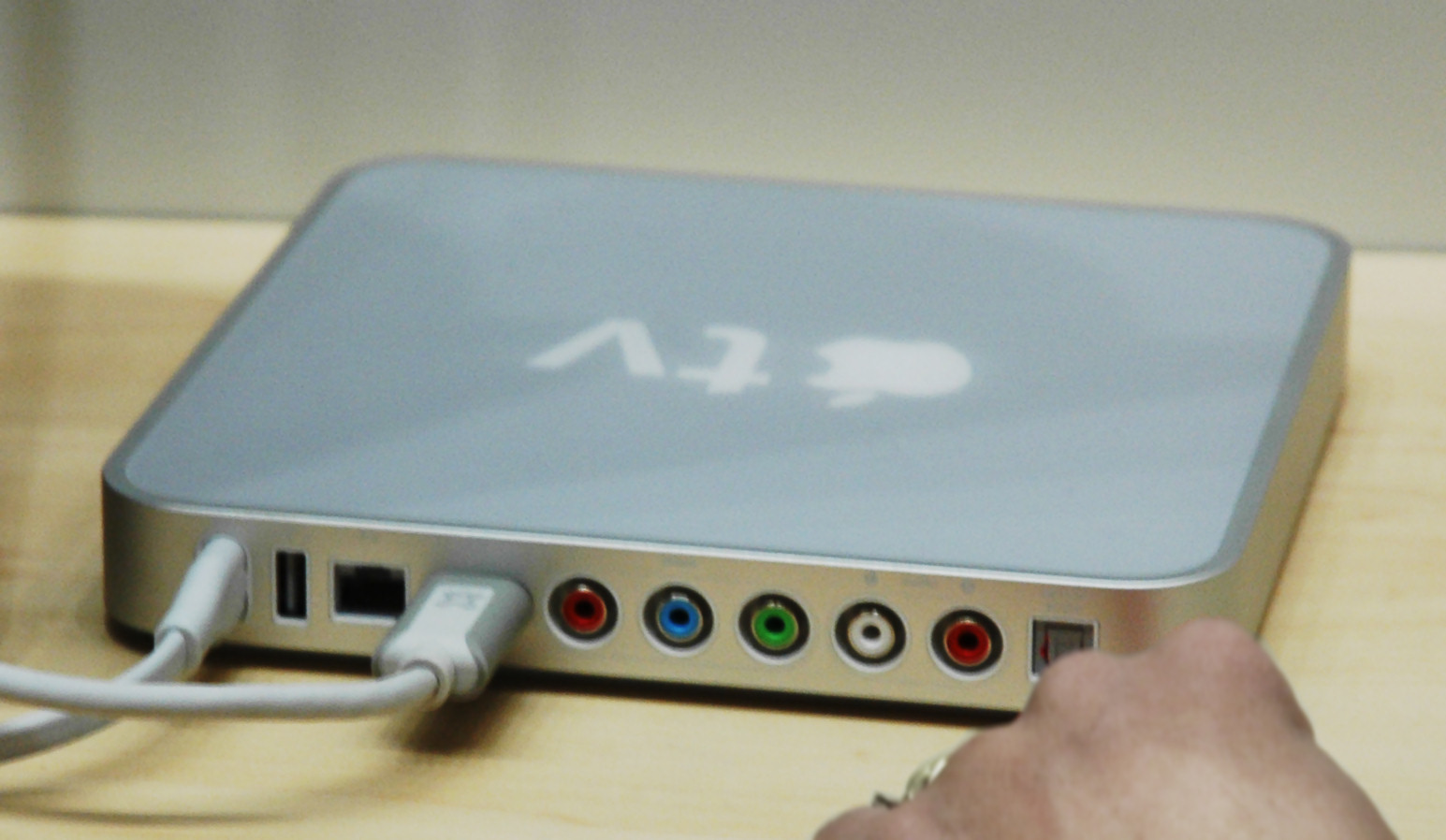
Złącza - zasilacz, USB, Ethernet, HDMI, komponentowe oraz Toslink

Apple TV pierwszej generacji może wysyłać obraz przez porty HDMI i component, natomiast dźwięk poprzez HDMI i po kablu optycznym.
Krawędź boczna urządzenia ma niecałe 20 cm, a wysokość wynosi 28 mm.

## Możliwości odtwarzania
Urządzenie potrafi synchronizować się z bibliotekami iTunes. 
Synchronizacji podlegają oczywiście piosenki, podcasty, zdjęcia, filmy. Wraz z wydaną 20 czerwca 2009 wersją 1.1 oprogramowania wprowadzono możliwość oglądania filmów z YouTube za pomocą Apple TV.
Urządzenie pierwszej generacji może odtwarzać media zarówno z lokalnego dysku twardego jak i z komputera z zainstalowanym iTunes poprzez streaming. W drugiej generacji zrezygnowano z wbudowanego dysku, skupiono się na odtwarzaniu mediów strumieniowych, dodano także możliwość zdalnego wypożyczania filmów.

## System i obsługa
Urządzenie obsługuje się za pomocą Apple Remote. W zależności od generacji jest wyposażone w odpowiednio zmodyfikowany system OS X lub iOS, a sam wygląd menu przypomina design Front Row 2 znanego z Leoparda. Na urządzeniu pierwszej generacji udało się także zainstalować domowo zmodyfikowany OS X, gdyby nie zbyt mała ilość pamięci RAM, mogłoby ono zastąpić Maca Mini.